# Zólyomlukó
Zólyomlukó (1899-ig Lakócza, szlovákul: Lukové) Zólyom városrésze, egykor önálló község Szlovákiában, a Besztercebányai kerületben, a Zólyomi járásban.

## Fekvése
Zólyom központjától 7 km-re északkeletre fekszik.

## Története
A 18. század végén Vályi András így ír róla: „LUKOVNA. vagy Lukovo. Tót falu Zólyom Várm. földes Ura Zólyom Városa, lakosai katolikusok, fekszik Hajnikhoz közel, és annak filiája, piatzozása Zólyomban, és Selmetzen.”
Fényes Elek 1851-ben kiadott geográfiai szótárában így ír a faluról: „Lukovo, tót falu, Zólyom vármegyében, Zólyomhoz 1/2 óra: 10 kath., 209 evang. lak. F. u. Zólyom városa.”
1910-ben 247, túlnyomórészt szlovák lakosa volt. A trianoni diktátumig Zólyom vármegye Zólyomi járásához tartozott.

## Külső hivatkozások
- Zólyomlukó Szlovákia térképén

## Lásd még
- Zólyom
- Dobrókirályi
- Mátyásfalva
- Neresnica
- Zolna